# Kitaraka
Kitaraka ist ein Verwaltungsbezirk (englisch Ward) des Distrikts Itigi in der tansanischen Region Singida.

## Geografie
Kitaraka ist ein Bezirk im nördlichen Zentralteil von Tansania. Es ist ein schmaler Bezirk westlich der Distrikthauptstadt Itigi mit einer Nord-Süd-Ausdehnung von mehr als 100 Kilometern und einer kleinsten Breite von 5 Kilometern. Bei der Volkszählung 2022 lebten 26.950 Menschen in 4126 Haushalten auf einer Fläche von 2489 Quadratkilometern.
Der Bezirk grenzt im Norden an den Distrikt Ikungi, im Nordwesten den Distrikt Uyui, im Südosten den Distrikt Manyoni und sonst an Bezirke des Distrikts Itigi:
| Tura   | Iglansoni                                   | Sanjaranda Tambukareli  |
|        | Kompassrose, die auf Nachbargemeinden zeigt | Itigi Mjini Ipande Heka |
| Mgandu | Rungwa-Wildreservat                         | Sasilo Nkonko           |

## Gliederung
Der Bezirk besteht aus drei Gemeinden (swahili Mtaa) mit 13 Orten (Kitongoji):
| Kitaraka - Galelaa - Shuleni Mashariki - Shuleni Magharibi - Ibumbida | Kazikazi - Kabetu - Stesheni - Gang 48 | Doroto - Doroto - Ipunguli - Darabetaa - Mkwegi - Kahomwe - Msisi |

## Infrastruktur
- Gesundheit: In jeder der drei Gemeinden Kitaraka,[8] Kazikazi[9] und Doroto[10] gibt es eine staatliche Apotheke.
- Straße: Durch den Bezirk verlaufen die asphaltierte Nationalstraße T18 von Itigi nach Tabora und die nicht asphaltierte T22 nach Rungwa.[11]